# 恐貓症
恐貓症為恐懼症其中一種，指對貓持續產生非理性的恐懼。恐貓症的英文名稱"ailurophobia"，來自希臘文的"ailouros"（貓），及phobos（恐懼）。恐貓症患者除了懼怕與貓產生接觸，例如咬或抓，另外亦對傳說中貓的超自然力量感到恐懼。

## 著名人物
美國好友互整的主持人萨尔·佛卡诺：因嚴重潔癖而怕貓，常常被其他主持人用貓當做他的終極處罰。